# Fatiha Saïdi
Fatiha Saïdi (Oran (Algerije), 19 maart 1961) is een Belgische politica voor de PS.

## Levensloop
Ze werd geboren in een Marokkaanse familie die in Algerije woonde. In 1966 immigreerde de familie Saïdi naar België en vestigde zich in Anderlecht. Fatiha Saïdi is de oudere zuster van politieker Nordine Saïdi, voorzitter en lijsttrekker van de partij Égalité in de verkiezingen van 2009.
Ze studeerde af als licentiate in de politieke wetenschappen en de opleiding ("politiques et pratiques de formation") aan de Université catholique de Louvain. Van 1985 tot 1995 was ze animatrice en verantwoordelijke bij de vrije radio El Wafa. Ook werkte ze bij La Trace, een hulpcentrum voor verslaafden, en een centrum gespecialiseerd in jeugdhulp.
In 1992 werd ze lid van Ecolo maar stapte uit die partij in juli 2003, uit onvrede over de interne gang van zaken bij Ecolo en zetelde daarna als onafhankelijke in het Brussels Hoofdstedelijk Parlement. Waarna ze toetrad tot de PS. Saïdi zetelde van 1999 tot 2010 in het Brussels Hoofdstedelijk Parlement en van 2009 tot 2010 eveneens in het Parlement van de Franse Gemeenschap, waar ze in 2009 voor korte tijd secretaris was. Van 2010 tot 2014 was ze lid van de Belgische Senaat. Bij de verkiezingen van 2014 was ze opnieuw kandidaat om lid te worden van het Brussels Hoofdstedelijk Parlement, maar Saïdi slaagde er niet in om verkozen te geraken. Hiermee kwam er een einde aan haar parlementaire loopbaan. Vervolgens werd ze beheerder bij de Brusselse Gewestelijke Huisvestingsmaatschappij.
Ze was lid van de IUPFP, de organisatie van Dyab Abou Jahjah, opgericht in 2001 door de stichter van de Hezbollah, Mollah Ali Akbar Mohtashamipur.
Op 15 februari 2012 verhinderde ze de uitwijzing van gangster Mohammed C. naar Marokko.
Ze is woonachtig in Evere, in deze gemeente was ze van 2006 tot 2018 gemeenteraadslid en schepen in het bestuurscollege.
Sinds 6 juni 2009 is ze ridder in de Leopoldsorde.
Fatiha Saïdi gaf in 2020 het boek "Dans la peau d'une femme mendiante" uit, waarin ze haar verhaal van een week als bedelvrouw beschrijft.